# Tohi de Cabanis
Melozone cabanisi
Espèce
Répartition géographique
Statut de conservation UICN

 NT  : Quasi menacé
Le Tohi de Cabanis (Melozone cabanisi) est une espèce de passereaux de la famille des Passerellidae.

## Répartition
Son aire restreinte s'étend à travers la cordillère de Tilarán et la cordillère Centrale (Costa Rica).

## Systématique
Le nom valide complet (avec auteur) de ce taxon est Melozone cabanisi (P.L. Sclater & Salvin, 1868).
L'espèce a été initialement classée dans le genre Pyrgisoma sous le protonyme Pyrgisoma cabanisi P.L.Sclater & Salvin, 1868,.
Ce taxon porte en français le nom vernaculaire ou normalisé suivant : Tohi de Cabanis.
Melozone cabanisi a pour synonymes :
- Melozone biarcuata cabanisi (P.L.Sclater & Salvin, 1868)
- Pyrgisoma cabanisi P.L.Sclater & Salvin, 1868

### Étymologie
Son épithète spécifique, cabanisi, et son nom vernaculaire, « de Cabanis », commémorent l'ornithologue allemand Jean Cabanis (1816-1906) qui avait identifié initialement cet oiseau comme appartenant à l'espèce Pyrgita biarcuata.

### Publication originale
- (en + la) P.L. Sclater et Osbert Salvin, « Descriptions of New or little-known American Birds of the Families Fringillidæ, Oxyrhamphidæ, Bucconidæ, and Strigidæ », Proceedings of the Zoological Society of London, Royaume-Uni, vol. 1868,‎ 28 mai 1868, p. 322-329 (ISSN 0370-2774, lire en ligne, consulté le 2 mars 2025).